# Alfred Pennyworth
Alfred Thaddeus Crane Pennyworth, originalment Alfred Beagle i conegut comunament simplement com Alfred, és un personatge de ficció que apareix als còmics estatunidencs publicats per DC Comics, més comunament en associació amb el superheroi Batman.
Alfred és representat com el majordom lleial i incansable de Batman, el tutor legal, el millor amic, l'ajudant de camp i la figura del pare subrogat després dels assassinats dels seus pares, Thomas i Martha Wayne. Com a majordom britànic de formació clàssica i ex agent d'honor i ètica de l'Executiu d'Operacions Especials amb connexions dins de la comunitat d'intel·ligència, ha estat anomenat "el batman de Batman". Serveix com a àncora moral de Bruce alhora que proporciona alleujament còmic amb el seu sarcasme i actitud cínica; com a amnèsic, també ha servit com el superdolent Outsider. Una part vital del mite de Batman, Alfred va ser nominat al premi Wizard Fan Award al personatge masculí secundari preferit el 1994. Bane va matar Alfred el 2019 durant la història City of Bane, i continua mort a la continuïtat principal de l'Univers DC a data de 2025.
Fora dels còmics, el personatge ha estat interpretat en imatge real pels actors William Austin, Eric Wilton, Michael Gough, Michael Caine, Jeremy Irons, Douglas Hodge i Andy Serkis al cinema, i per Alan Napier, Efrem Zimbalist. Jr., Ian Abercrombie, David McCallum i Sean Pertwee, entre d'altres, a la televisió. Ralph Fiennes va proporcionar la veu original d'Alfred a la franquícia animada Lego Movie, i Martin Jarvis va donar la veu al personatge de la sèrie de videojocs Batman: Arkham. Una versió jove de l'Alfred de Pertwee, interpretat per Jack Bannon, representa el personatge abans de convertir-se en el majordom de la família Wayne a la sèrie de televisió Pennyworth.

## Trajectòria editorial
El personatge va aparèixer per primera vegada a la història "Here Comes Alfred!" de Batman núm. 16 (publicada el 6 de febrer de 1943 amb data de portada abril de 1943), de l'escriptor Don Cameron i l'artista Bob Kane. Les evidències suggereixen que l'Alfred va ser creat pels escriptors de la sèrie The Batman de 1943 —Victor McLeod, Leslie Swabacker i Harry Fraser— i que DC Comics va demanar a Don Cameron que escrivís la primera història d'Alfred, que es va publicar abans de l'estrena de la sèrie.

## Biografia del personatge de ficció
En la primera aparició d'Alfred, tenia sobrepès i estava ben afaitat; tanmateix, quan es va estrenar la sèrie The Batman de 1943, William Austin, l'actor que interpretava a Alfred, estava esvelt i tenia un bigoti prim. Els editors de DC volien que l'Alfred dels còmics s'assemblés al seu homòleg cinematogràfic, així que a Detective Comics núm. 83 (gener de 1944), l'Alfred es va allotjar en un centre sanitari, on es va aprimar i es va fer créixer el bigoti. Aquest aspecte s'ha mantingut amb el personatge des d'aleshores, fins i tot va sobreviure a la seva aparent "mort" i resurrecció.
Alfred va ser concebut originalment com un contrapunt còmic per a Batman i Robin; parlava amb un accent cockney, i simplement arribava a la porta de la Mansió Wayne per anunciar que començava les seves funcions. En la majoria de les primeres històries, intentava ser un detectiu com els joves mestres. Se li va donar un serial propi de quatre pàgines, "The Adventures of Alfred", a Batman núm. 22 (abril-maig de 1944) que va durar 13 números, saltant-se Batman núm. 35, amb la darrera història a Batman núm. 36. Les històries seguien una fórmula senzilla, amb Alfred resolent un crim i atrapant els culpables completament per accident. En anys posteriors, es van minimitzar els aspectes còmics del personatge.
Els còmics pre-Crisis (els còmics publicats per DC Comics entre 1938 i 1984) van establir Alfred com un actor retirat i agent d'intel·ligència que va seguir el desig d'abans de morir del seu pare (identificat només com a "Jarvis") per continuar la tradició de servir a la família Wayne. Per a això, Alfred es va presentar a Bruce Wayne i Dick Grayson a la Mansió Wayne i va insistir en convertir-se en el seu majordom. Tot i que la parella no en volia cap, sobretot perquè no volien posar en perill les seves identitats secretes amb un servent de la casa, no van tenir el cor de rebutjar Alfred. (El nom "Pennyworth" es va utilitzar per Alfred per primera vegada el 1969 i, conseqüentment, se suposa que el seu pare es deia Jarvis Pennyworth; com és costum que els servidors domèstics britànics siguin anomenats per cognom, hauria estat possible per la introducció d'Alfred que Jarvis fos el cognom que compartia amb el seu pare; el cognom "Beagle" es va utilitzar explícitament per a Alfred a partir del 1945 i a la introducció de "Pennyworth" es considera que aquest ha estat sempre el seu cognom per continuïtat retroactiva).

## Caracterització

### Nom
El 1945, el nom d'Alfred es va donar oficialment com Alfred Beagle. Aquest nom es va donar posteriorment a una versió alternativa del personatge del món d'Earth-Two, i Pennyworth es va convertir en el cognom acceptat d'Alfred en la continuïtat principal. Alfred també ha utilitzat l'àlies "Thaddeus Crane", que es deriva dels seus segons noms. El seu nom complet d' Alfred Thaddeus Crane Pennyworth va aparèixer a la seva làpida a Superman/Batman: Generations. A l'etapa de Grant Morrison s'ha esmentat el cognom Beagle com a possible nom artístic.

### Família
- Jarvis Pennyworth: el pare d'Alfred tant a la continuïtat anterior a Crisis com a New 52. A la sèrie de televisió, Pennyworth, es diu Arthur.
- Mary Pennyworth: la mare d'Alfred a la sèrie de televisió, Pennyworth.
- Wilfred Pennyworth: el germà d'Alfred, Wilfred es fa referència a finals de la dècada de 1960 i principis de la dècada de 1970[Comics 9] i s'esmenta a la pel·lícula de 1997 Batman i Robin.
- Daphne Pennyworth: neboda d'Alfred Pennyworth, filla de Wilfred Pennyworth, Daphne va aparèixer breument a finals de la dècada de 1960/principis de la dècada de 1970.
- Mademoiselle Marie: una heroïna de guerra amb qui Alfred (mentre treballava com a agent d'intel·ligència a França) té una filla en continuïtat prèvia a les primeres Crisis.[Comics 10]

## En altres mitjans

### Televisió

#### Imatge real

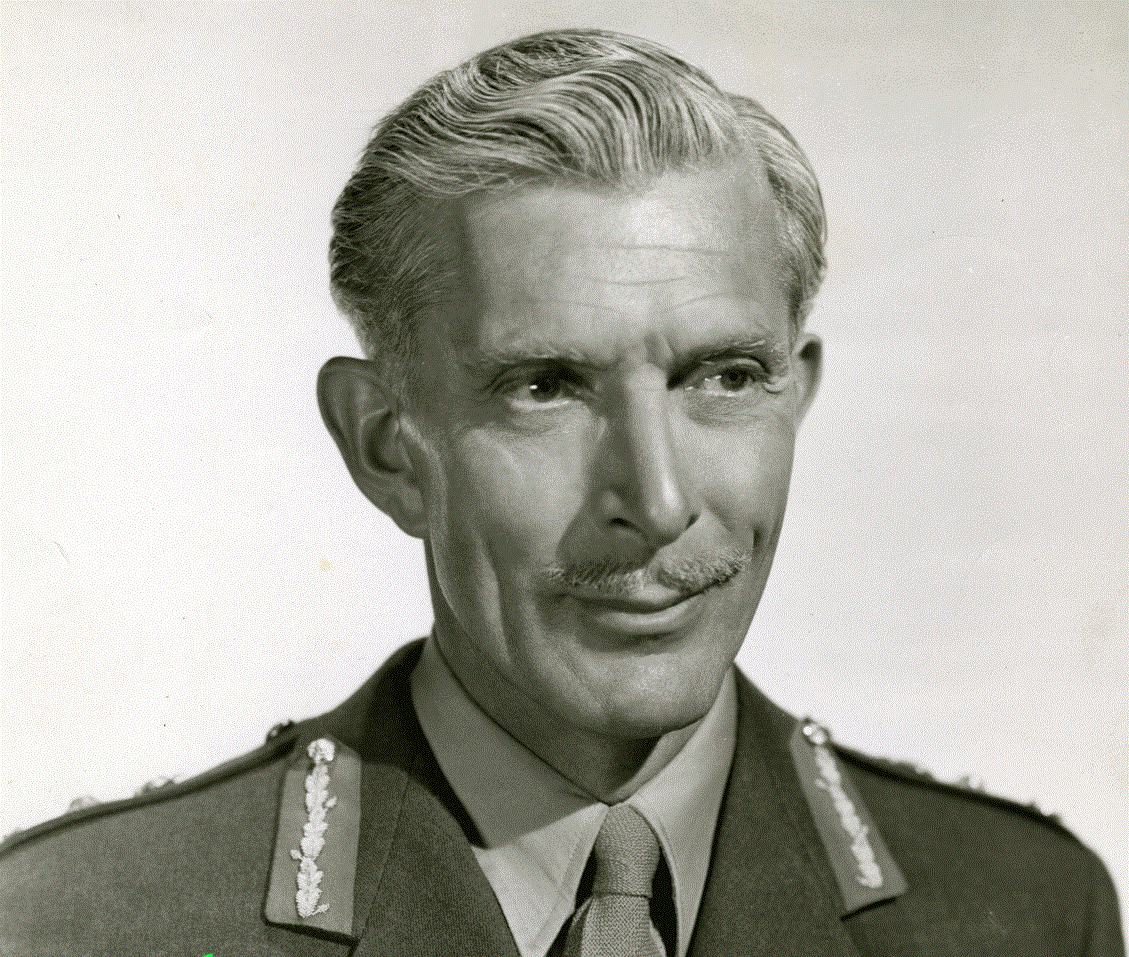
Alan Napier va interpretar a Pennyworth a la sèrie de televisió Batman dels anys seixanta.

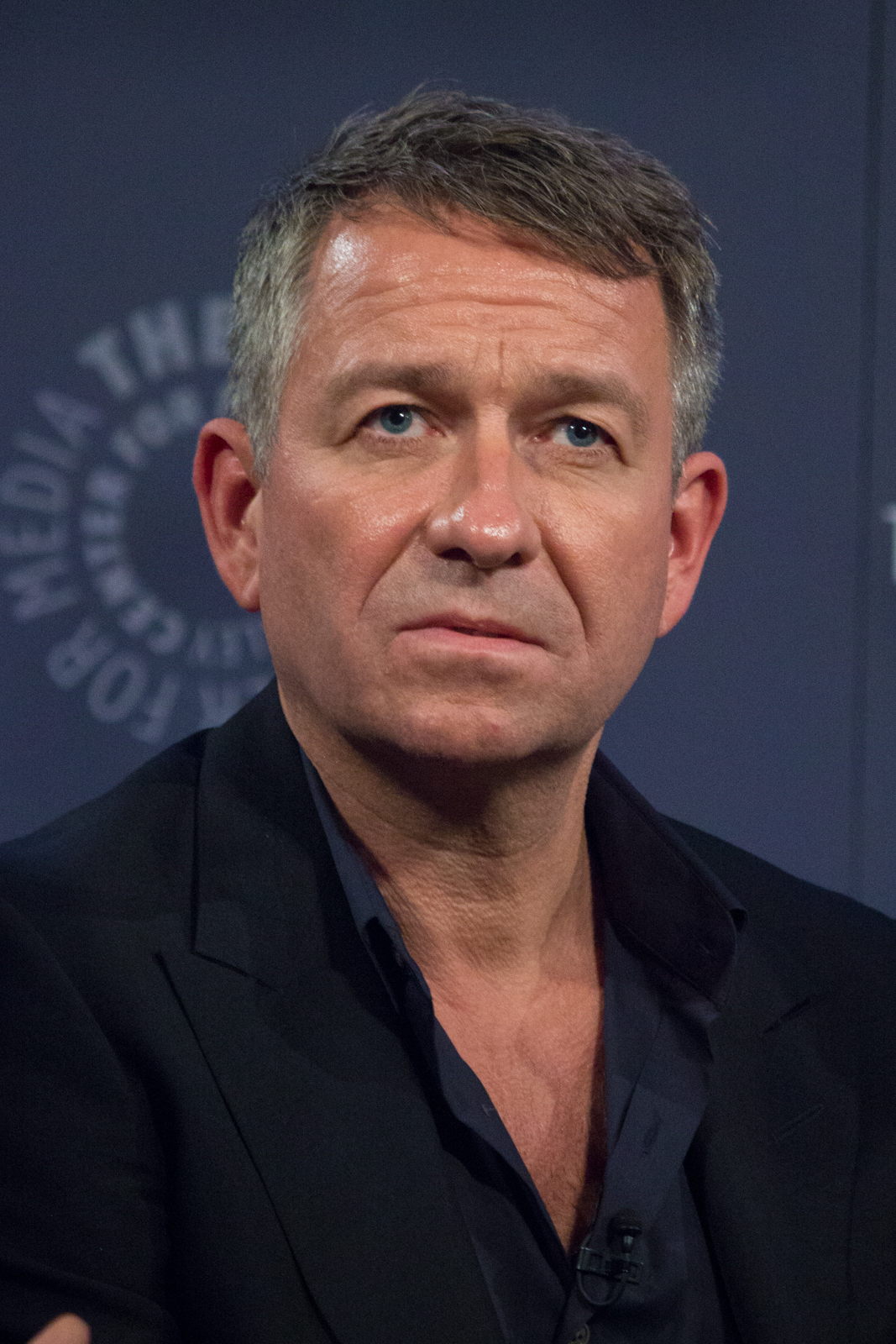
Sean Pertwee interpreta Alfred Pennyworth a Gotham.

- Alfred apareix a Batman (1966), interpretat per Alan Napier. No es va donar cap cognom per a aquesta versió, ja que "Pennyworth" es va introduir als còmics quan la sèrie ja havia acabat la producció.

#### Animació
- Alfred Pennyworth apareix a The Batman/Superman Hour, amb la veu original d'Olan Soule.
- Alfred Pennyworth apareix a Challenge of the Super Friends, amb la veu de William Callaway.
- Alfred Pennyworth apareix a The Super Powers Team: Galactic Guardians, amb la veu d' Andre Stojka.
- Alfred Pennyworth apareix a sèries de televisió ambientades a DC Animated Universe, amb la veu inicialment de Clive Revill i posteriorment d'Efrem Zimbalist Jr.[14]
- Alfred Pennyworth apareix a The Batman (2004), amb la veu d' Alastair Duncan.[14]
- Alfred Pennyworth apareix a Batman: The Brave and the Bold, amb la veu de James Garrett.[14] A més, l'episodi "The Super-Batman of Planeta X!" presenta un robot inspirat en Alfred anomenat Alpha-Red (amb la veu de James Arnold Taylor) que serveix a Batman de Zur-En-Arrh.

### Cinema

#### Imatge real
- Alfred Pennyth va aparèixer a Batman (1943), interpretat per Guillem Austin.
- Alfred Pennyth va aparèixer a New Adventures of Batman and Robin (1949), interpretat per Eric Wilton.
- Alfred Pennyth apareix a Batman interpretat de nou per Alan Napier.
- Alfred Pennyth apareix a la sèrie de cinema de Tim Burton / Joel Schumacher Batman, interpretat per Michael Gough. En aquesta versió és l'oncle de Bàrbara.
  - Gough també va interpretar Alfred en un anunci de Diet Coke de 1989, en la presentació radiodrama de la BBC de l'arc argumental "Knightfall", i en una sèrie d'anuncis d'OnStar de Batman. A les escenes de flashbacks representades a Batman & Robin, Jon Simmons interpreta un Jove Alfred.
- Alfred Pennyth apareix a la trilogia de Christopher Nolan, interpretat per Michael Caine. En aquesta versió és un antic sotsoficial sènior  a l'elit SAS de l'Exèrcit Britànic i un veterà de torns de servei a Malàisia, Xipre, Borneo, Aden, Alemanya Occidental i dues vegades a Irlanda Del Nord.
- Alfred Pennyth apareix a les pel·lícules ambientades a l'Univers estès de DC, interpretat per Jeremy Irons.[15][16]
- Alfred Pennyworth apareix a Joker, interpretat per Douglas Hodge, independent de l'Univers estès de DC.[17][18]
- Alfred Pennyworth apareix a The Batman (2022), interpretat per Andy Serkis.[19][20]

#### Animació
- Alfred Pennyworth apareix a les pel·lícules del DC Animated Universe Batman: Mask of the Phantasm, Batman & Mr. Freeze: SubZero i Batman: Mystery of the Batwoman, amb la veu novament d'Efrem Zimbalist Jr.[14]
- Alfred Pennyworth apareix a The Batman vs. Dracula, amb la veu novament d'Alastair Duncan.[14]
- Alfred Pennyworth apareix a Batman: Gotham Knight, amb la veu de David McCallum.[14]
- Alfred Pennyworth apareix a Superman/Batman: Public Enemies, amb la veu d'Alan Oppenheimer.[14]
- Alfred Pennyworth apareix a Batman: Under the Red Hood, amb la veu de Jim Piddock.[14]
- Alfred Pennyworth apareix a Batman: Year One, amb la veu de Jeff Bennett.[14]
- Alfred Pennyworth apareix a Justice League: Doom, amb la veu de Robin Atkin Downes.[14]
- Alfred Pennyworth apareix a Batman: The Dark Knight Returns, amb la veu de Michael Jackson.[14]
- Alfred Pennyworth apareix a pel·lícules ambientades al DC Animated Movie Universe (DCAMU):[14]
  - Alfred apareix a Son of Batman i Batman vs. Robin, amb la veu novament de David McCallum.
  - Alfred apareix a Batman: Bad Blood, amb la veu novament de James Garrett.
  - Alfred apareix a Batman: Hush, amb la veu novament de James Garrett.
  - Alfred fa un cameo sense diàleg a The Death of Superman.
- Alfred Pennyworth fa un cameo sense diàleg a Lego Batman: The Movie - DC Super Heroes Unite.
- Alfred Pennyworth apareix a Batman: Assault on Arkham, amb la veu de Martin Jarvis.[14]
- Alfred Pennyworth apareix a la sèrie de pel·lícules Batman Unlimited, amb la veu novament d'Alastair Duncan.[14]
- Alfred Pennyworth apareix a Batman: The Killing Joke, novament amb la veu de Brian George.[14]
- Alfred Pennyworth apareix a Batman: Return of the Caped Crusaders i Batman vs. Two-Face, amb la veu de Steven Weber.[14]
- Alfred Pennyworth apareix a la franquícia The Lego Movie, amb la veu de Ralph Fiennes.[21]
- Alfred Pennyworth apareix a DC Super Heroes vs. Eagle Talon, amb la veu de Frogman.[22]
- Alfred Pennyworth apareix a Batman: Gotham by Gaslight, amb la veu d'Anthony Head.[14]
- Alfred Pennyworth apareix a Lego DC Batman: Family Matters, amb la veu de Nolan North.[14]
- Alfred Pennyworth apareix a Batman vs. Teenage Mutant Ninja Turtles, novament amb la veu de Brian George.
- Alfred Pennyworth apareix a la coproducció japonesa-americana Batman Ninja, amb la veu de Hōchū Ōtsuka i Adam Croasdell a les versions en japonès i anglès respectivament.[14]
- Alfred Pennyworth fa una aparició sense diàleg a Teen Titans Go! To the Movies.
- Alfred Pennyworth apareix a Lego DC: Shazam!: Magic and Monsters, amb la veu de Nolan North.[14]
- Alfred Pennyworth apareix a Batman: The Long Halloween, novament amb la veu d'Alastair Duncan.[23]
- Alfred Pennyworth apareix a Batman: The Doom That Came to Gotham, novament amb la veu de Brian George.[14]
- Alfred Pennyworth apareix a Merry Little Batman, amb la veu de James Cromwell.[24]
- Alfred Pennyworth apareix a Justice League: Crisis on Infinite Earths – Part One, novament amb la veu d'Alastair Duncan.[25]